# حكومة رشيد كرامي الثامنة
الحكومة اللبنانية الرابعة والأربعون بعد الاستقلال، والعاشرة بعهد الرئيس شارل حلو، وهي ثامن حكومة يترأسها رشيد كرامي. شكلت الحكومة بموجب المرسوم رقم 13415 بتاريخ 25 تشرين الثاني / نوفمبر 1969، ونالت الثقة بموجب 58 صوتاً ضد 30 صوتاً وامتناع 3، واستمرت بأعمالها حتى تاريخ 13 تشرين الأول / أكتوبر 1970.

## أعضاء الحكومة
- رشيد كرامي رئيساً لمجلس الوزراء ووزيراً للمالية.
- فؤاد نقولا غصن نائباً لرئيس مجلس الوزراء ووزيراً للبرق والبريد والهاتف.
- بيار الجميل وزيراً للأشغال العامة والنقل.
- سليمان فرنجية وزيراً للاقتصاد الوطني.
- عثمان الدنا وزيراً للأنباء.
- جوزف أبو خاطر وزيراً للتربية الوطنية والفنون الجميلة.
- موريس الجميل وزيراً للتصميم العام.
- نسيم مجدلاني وزيراً للخارجية والمغتربين.
- كمال جنبلاط وزيراً للداخلية.
- مجيد أرسلان وزيراً للدفاع الوطني.
- عبد اللطيف الزين وزيراً للزراعة.
- خاتشيك بابكيان وزيراً للسياحة.
- حبيب مطران وزيراً للصحة العامة.
- عادل عسيران وزيراً للعدل.
- رفيق شاهين وزيراً للعمل والشئون الاجتماعية.
- أنور أحمد الخطيب وزيراً للموارد المائية والكهربائية.

### تعديلات حكومية
في 26 آب / أغسطس 1970 عين [[نسيم مجدلاني وزيرا للاقتصاد الوطني خلفا لسليمان فرنجية الذي انتخب رئيساً للجمهورية، وتولى المنصب حتى انتهاء ولاية الرئيس شارل حلو وتشكيل أولى حكومات عهد فرنجية.

## وصلات خارجية
- موقع رئاسة مجلس الوزراء الرسمي